# Jackie Simpson
Jacqueline Marie Simpson (Tampa, Florida, Estados Unidos, 14 de octubre de 1994) es una futbolista estadounidense. Juega de defensa.

## Trayectoria
Simpson jugó al soccer universitario para los South Florida Bulls entre 2012 y 2015.
Ya graduada, fichó por el Granadilla Tenerife de España en 2016.
Luego de tres temporadas en España, fichó por el Sparta Praga.
Regresó al Tenerife la temporada siguiente.

## Estadísticas
Actualizado al último partido disputado el 15 de noviembre de 2020
| Granadilla Tenerife · España                                                                           | 1.ª           | 2016-17       | 8  | 2 | - | - | - | -  | 8  | 2 |
| Granadilla Tenerife · España                                                                           | 1.ª           | 2017-18       | 26 | 2 | - | - | - | -  | 26 | 2 |
| Granadilla Tenerife · España                                                                           | 2018-19       | 19            | 1  | 3 | 0 | - | - | 22 | 1  |   |
| Sparta Praga · República Checa                                                                         | 1.ª           | 2019-20       | 2  | 0 | - | - | 2 | 0  | 4  | 0 |
| Sparta Praga · República Checa                                                                         | Total club    | Total club    | 2  | 0 | 0 | 0 | 2 | 0  | 4  | 0 |
| Granadilla Tenerife · España                                                                           | 1.ª           | 2020-21       | 8  | 0 | 0 | 0 | 0 | 0  | 0  | 0 |
| Granadilla Tenerife · España                                                                           | Total club    | Total club    | 61 | 5 | 3 | 0 | 0 | 0  | 64 | 5 |
| Total carrera                                                                                          | Total carrera | Total carrera | 63 | 5 | 3 | 0 | 2 | 0  | 68 | 5 |
| (1) Incluye datos de la Copa de la Reina (2) Incluye datos de la Liga de Campeones Femenina de la UEFA |               |               |    |   |   |   |   |    |    |   |